# Frijsendal Friskole
Frijsendal Friskole er en grundskole, der drives efter reglerne i Friskoleloven.
Den 29. januar 2008 besluttede byrådet i Favrskov Kommune at nedlægge Haurum-Sall Centralskole. Som så mange andre steder i landet, hvor kommunerne nedlægger små folkeskoler, gik forældrene imidlertid sammen for at oprette en friskole på Grundtvig-Koldsk grundlag som afløser for den nedlagte folkeskole.
Friskolen har til huse i samme bygning som den nedlagte folkeskole, og de fleste elever fortsatte på friskolen. Frijsendal Friskole startede undervisningen 10. august 2009. Skolen omfattede fra starten 0.-7. klasse, men har nu fuld overbygning til 9. klasse. Skolen har nu 142 elever.
Navnet Frijsendal Friskole blev fundet gennem en konkurrence. Det stammer fra godset Frijsendal, der ligger 3 km øst for skolen. Frijsendal var hjemsted for Danmarks første landbrugsskole, der lå her 1837-40. Navnet knytter dermed skolen til de tidligste rødder af den danske høj- og friskolebevægelse.
Skolen er hjemsted for flere foreninger. Hvert år arrangeres musikfestivalen FestiSall, og Lokalhistorisk Arkiv har lokaler på skolen.